# Robert Gifford (1er baron Gifford)
Pour les articles homonymes, voir Gifford.
Robert Gifford, 1er baron Gifford, (24 février 1779 - 4 septembre 1826) est un avocat, juge et homme politique britannique. 

## Biographie
Il est né à Exeter et est admis à Middle Temple en 1800. Il est appelé au barreau en 1808 et rejoint le circuit occidental. 
Il est élu à la Chambre des communes pour Eye en 1817, siège qu'il occupe jusqu'en 1824, et exerce ses fonctions sous le comte de Liverpool en tant que solliciteur général entre 1817 et 1819 et en tant que procureur général entre 1819 et 1824. Il est élevé à la pairie en 1824, en tant que baron Gifford, de St Leonard dans le comté de Devon et nommé lord juge en chef des plaids communs. Lord Gifford n'occupe ce poste que pendant une courte période et est ensuite maître des rôles de 1824 jusqu'à sa mort prématurée en septembre 1826, à l'âge de 47 ans. Son fils Robert Gifford (2e baron Gifford) lui succède comme baron. 